# Luka Grubišić
Luka Grubišić (Spalato, 9 novembre 1997) è un calciatore croato, centrocampista dell'Orkan Dugi Rat.

## Statistiche

### Cronologia presenze e reti in nazionale
| Cronologia completa delle presenze e delle reti in nazionale ― Croazia under 19 | Cronologia completa delle presenze e delle reti in nazionale ― Croazia under 19 | Cronologia completa delle presenze e delle reti in nazionale ― Croazia under 19 | Cronologia completa delle presenze e delle reti in nazionale ― Croazia under 19 | Cronologia completa delle presenze e delle reti in nazionale ― Croazia under 19 | Cronologia completa delle presenze e delle reti in nazionale ― Croazia under 19 | Cronologia completa delle presenze e delle reti in nazionale ― Croazia under 19 | Cronologia completa delle presenze e delle reti in nazionale ― Croazia under 19 |
| Data                                                                            | Città                                                                           | In casa                                                                         | Risultato                                                                       | Ospiti                                                                          | Competizione                                                                    | Reti                                                                            | Note                                                                            |
| ------------------------------------------------------------------------------- | ------------------------------------------------------------------------------- | ------------------------------------------------------------------------------- | ------------------------------------------------------------------------------- | ------------------------------------------------------------------------------- | ------------------------------------------------------------------------------- | ------------------------------------------------------------------------------- | ------------------------------------------------------------------------------- |
| 26-5-2015                                                                       | Doha                                                                            | Croazia under 19                                                                | 4 – 1                                                                           | Nuova Zelanda under 19                                                          | Amichevole                                                                      | -                                                                               | 53’                                                                             |
| 14-8-2015                                                                       | Shizuoka                                                                        | Spagna under 19                                                                 | 1 – 2                                                                           | Croazia under 19                                                                | Amichevole                                                                      | -                                                                               | 40’ 83’                                                                         |
| 16-8-2015                                                                       | Shizuoka                                                                        | Giappone under 19                                                               | 1 – 2                                                                           | Croazia under 19                                                                | Amichevole                                                                      | -                                                                               | 46’                                                                             |
| 7-9-2015                                                                        | Sesvete                                                                         | Croazia under 19                                                                | 1 – 1                                                                           | Inghilterra under 19                                                            | Amichevole                                                                      | -                                                                               | 67’                                                                             |
| 18-9-2015                                                                       | Pola                                                                            | Croazia under 19                                                                | 3 – 1                                                                           | Montenegro under 19                                                             | Qual. Europeo Under-19 2016                                                     | -                                                                               | 81’                                                                             |
| 20-9-2015                                                                       | Parenzo                                                                         | Croazia under 19                                                                | 1 – 0                                                                           | Kazakistan under 19                                                             | Qual. Europeo Under-19 2016                                                     | -                                                                               | 73’                                                                             |
| 23-9-2015                                                                       | Pola                                                                            | Ungheria under 19                                                               | 1 – 1                                                                           | Croazia under 19                                                                | Qual. Europeo Under-19 2016                                                     | -                                                                               | 76’                                                                             |
| 10-11-2015                                                                      | Pola                                                                            | Croazia under 19                                                                | 1 – 0                                                                           | Belgio under 19                                                                 | Amichevole                                                                      | -                                                                               | 74’                                                                             |
| 12-11-2015                                                                      | Rovigno                                                                         | Croazia under 19                                                                | 1 – 1                                                                           | Belgio under 19                                                                 | Amichevole                                                                      | -                                                                               | 60’                                                                             |
| Totale                                                                          |                                                                                 | Presenze                                                                        | 9                                                                               |                                                                                 | Reti                                                                            | 0                                                                               |                                                                                 |